# Dans la nuit (film, 1919)
Pour les articles homonymes, voir Dans la nuit.
 (juillet 2024).
Le contenu est difficilement compréhensible vu les erreurs de traduction, qui sont peut-être dues à l'utilisation d'un logiciel de traduction automatique.
Pour plus de détails, voir Fiche technique et Distribution.
Dans la nuit (titre original : The New Moon) est un film muet américain réalisé par Chester Withey et sorti en 1919.

## Synopsis
La princesse Maria Pavlovna est à un grand bal dans le palais des Pavlovna, donné en l'honneur de ses fiançailles avec le prince Michail Koloyar. Maria se révèle un côté démocratique sur la manière de traiter les paysans, qui l'aiment en retour. Au milieu du bal, une foule bolchevique, dirigée par Orel Kosloff, envahit le palais pour tuer et piller impitoyablement, ce qui laisse le palais en ruines. Kosloff est en fait le sbire de Theo Kameneff, qui n'est qu'un prétendant Rouge, payé par un gouvernement étranger pour ruiner la Russie. Le prince se bat galamment pour sauver Maria et réussit finalement à la renvoyer en calèche mais en perd la trace alors qu'il s'échappe. Se déguisant en courrier paysan rouge, il la recherche. Michail est découvert attrapé et alors qu'on allait l'exécuter pour espionnage, il s'échappe. Maria, quant à elle, a dû vendre ses bijoux pour parvenir à acheter une épicerie dans le village de Volsk, qui lui sert de cachette. Elle se renomme Sonia Sazonoff pour diriger le magasin en tant que commerçant. Par accident, Maria est découverte par le brutal Kameneff, qui est maintenant amoureux d'elle.
Il délivre un mandat informant que toutes les femmes entre 17 et 32 ans doivent s'inscrire, ce que Maria fait sous son nom d'emprunt, en supposant que c'est pour du travail. Les femmes sont déçues lorsqu'elles trouvent qu'un second mandat les rend propriété nationale à la disposition des hommes. Ils font appel à Maria au moment où Kameneff est en audience. Elle dit qu'elle fera appel à Kameneff. Une fois qu'elle est seule avec lui, il révèle son identité et propose de révoquer l'ordonnance si elle vivra sous sa protection. Avec un esprit indomptable, elle le rejette. Par la suite, elle aide secrètement les femmes à s'échapper vers la frontière. Une orgie de brutalité s'ensuit où Kosloff viole la fille du potier Vasili Lazoff.
Maria enferme la sœur de Kameneff, Nadia Kameneff, dans une pièce pour la tenir éloignée de l'un des sbires lubriques, qui essaie de casser la porte avec une hache. Maria attrape alors un gros fouet et le bat, qui lui fait lâcher sa hache et le marque de plusieurs coups au visage. Ils luttent ensuite au sol avant d'être chassé par Lazoff qui brandit une hache. Plus tard, Maria est prise en train d'aider des femmes à s'échapper et est sur le point d'être exécuter. Cependant, elle est arrêtée et emmenée au siège de Kameneff. Pendant ce temps, Lazoff devenu fou de rage étouffe le brutal Kosloff et Kameneff, quant à lui, est grièvement lynché par un groupe de femmes, dont sa propre sœur. Michail, bien qu'on lui est dit que sa femme était devenu la maîtresse de Kameneff, va à son secours et lit son innocence dans ses yeux. Lazoff tient le pistolet que Kameneff utilise pour se suicider. Michail et Maria s'échappent de l'autre côté de la frontière, pour jouir d'une nouvelle liberté et d'un vrai bonheur, bien que fiancés sous la malchanceuse pleine lune.

## Fiche technique
- Titre : Dans la nuit
- Titre original : The New Moon
- Réalisation : Chester Withey
- Assistant-réalisateur : Harry Sothern
- Scénario : H.H. Van Loan, Chester Withey
- Photographie : David Abel
- Scénographie : Victor De Linsky
- Producteur : Joseph M. Schenck
- Société de production : Norma Talmadge Film Corporation
- Pays d'origine :  États-Unis
- Langue : film muet avec les intertitres en anglais
- Format : Noir et blanc — 35 mm — 1,33:1 — Muet
- Durée : 60 minutes (1 h 0)
- Dates de sortie : 
  - États-Unis : 11 mai 1919
  - France : 6 mai 1921

## Distribution
- Norma Talmadge : la princesse Marie Pavlovna
- Pedro de Cordoba : le prince Michail Koloyar
- Charles K. Gerrard : Theo Kameneff
- Stuart Holmes : Orel Kosloff
- Marc McDermott : Vasili Lazoff
- Ethel Kaye : Masha Lazoff
- Harry Sothern : Leo Pouchkine
- Marguerite Clayton : Nadia Kameneff
- Mathilde Brundage :